# Brnjestrovac
Brnjestrovac je nenaseljeni otočić u hrvatskom dijelu Jadranskog mora.
Njegova površina iznosi 0,014 km². Dužina obalne crte iznosi 0,47 km.